# غالينا تشيستياكوفا
غالينا تشيستياكوفا (مواليد 26 يوليو 1962) هي لاعبة ألعاب قوى روسية معتزلة متخصصة في منافسات القفز الطويل.